# Орден «За заслуги перед Італійською Республікою»
Орден «За заслуги перед Італійською Республікою» (італ. Ordine al merito della Repubblica Italiana, скорочене найменування OMRI) — вищий орден Італії.
Головою ордена є Президент Італії, він очолює Раду ордена, в який, крім Президента, входять Канцлер ордену і 16 членів. Канцелярія ордена міститься в Римі.

## Історія ордена

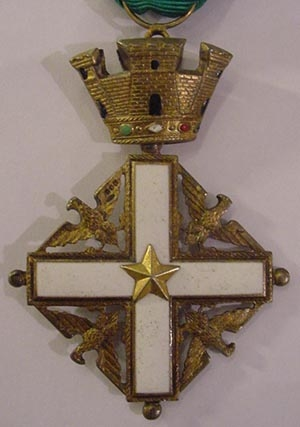
Знак ордена у 1951—2001 роках

Заснований законом № 178 від 3 березня 1951 року (набрав чинності з 1952). Орден призначений для нагородження за значні заслуги перед нацією в галузі літератури, мистецтва, економіки, благодійності, суспільної і гуманітарної діяльності. Нагороджуються цивільні і військові державні службовці за видатні заслуги.
Орден замінив скасовані в 1951 році королівські ордени Благовіщення (італ. Ordine della santissima Annunziata), Корони Італії (італ. Ordine della Corona d'Italia) і Святих Маврикія й Лазаря (італ. Ordine dei Santi Maurizio e Lazzaro)
30 березня 2001 року встановлені нові орденські знаки.

## Ступені ордена
1. Кавалер Великого хреста, декорованого великою стрічкою (італ. cavaliere di gran croce decorato di gran cordone)
2. Кавалер Великого хреста (італ. cavaliere di gran croce)

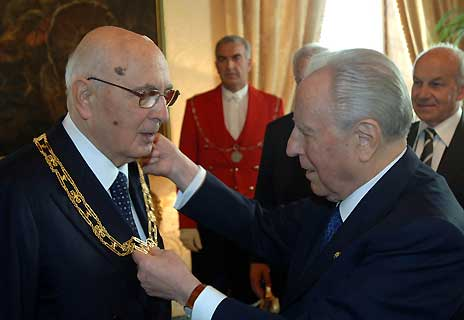
Президент Джорджо Наполітано вручає Карло Чампі знаки Кавалера Великого хреста декорованого Великий стрічкою

3. Великий офіцер (італ. grande ufficiale)
4. Командор (італ. commendatore)
5. Офіцер (італ. ufficiale)
6. Кавалер (італ. cavaliere)

### Кавалер Великого хреста на ланцюгу
(1951—2001 роки);
 (з 2001 року)
Найвищий ступінь ордена. Ступінь призначений для голів держав.
Знак ордена носиться на ланцюгу, золота октагональна зірка з лівого боку грудей.

### Кавалер Великого хреста
(1951—2001 роки);
 (з 2001 року)
Кавалери носять знак на зелено-червоній плечовій стрічці і восьмикінечну зірку з лівого боку грудей.
Цим ступенем нагороджені багато громадян Італії та іноземних держав. Нагороду досить часто отримують посли іноземних держав в Італії, діячі культури і багато інших видатних діячів.

### Великий офіцер
(1951—2001 роки);
 (з 2001 року)
Нагороджені носять знак на шийній стрічці (жінки на банті, на грудях) і чотирипроменеву зірку (до 2001 року — восьмикутний) з лівого боку грудей.

### Командор
(1951—2001 рік);
 (з 2001 року)
Знак носиться на шийній стрічці, зірки немає. Жінки носять знак на грудях, на банті з орденської стрічки.

### Офіцер
(1951—2001 рік);
 (з 2001 року)
Золотий знак, без емалі, носиться з лівого боку грудей. Для жінок передбачений бант з орденської стрічки.

### Кавалер
(1951—2001 роки);
 (з 2001 року)
Срібний знак, без емалі, носиться з лівого боку грудей. Для жінок передбачений бант з орденської стрічки.

## Порядок нагородження
Орденом нагороджує Президент Італії за згодою Голови Ради Міністрів Італії. В особливих випадках, Президент може призвести нагородження за власною ініціативою (лат. Motu proprio).
Зазвичай, нагородження проводиться 2 рази на рік — 2 червня (День заснування республіки) і 27 грудня (День Конституції).
Нагороджують орденом осіб, котрим вже виповнилося 35 років. Як правило, проміжок між нагородженнями повинен становити не менше трьох років. Сенатори і депутати не можуть бути нагороджені орденом до виходу у відставку.

## Виноски
1. ↑   Ordine al Merito della Repubblica Italiana (італ.)